# Bunites distigma
Bunites distigma är en skalbaggsart som först beskrevs av Gaspard Auguste Brullé 1837.  Bunites distigma ingår i släktet Bunites och familjen dykare. Inga underarter finns listade i Catalogue of Life.